# Cimbelino
Cimbelino (Cymbeline, King of Britain; "Cimbelino re di Britannia") è un dramma romanzesco di William Shakespeare, scritto probabilmente nel 1609 e pubblicato nel 1623.
Raramente messo in scena e poco amato dalla critica, Cimbelino presenta nondimeno una trama molto ricca e articolata, oltre ad alcuni versi tardivi più belli e interessanti ad opera del Bardo.

## Trama

### Antefatto

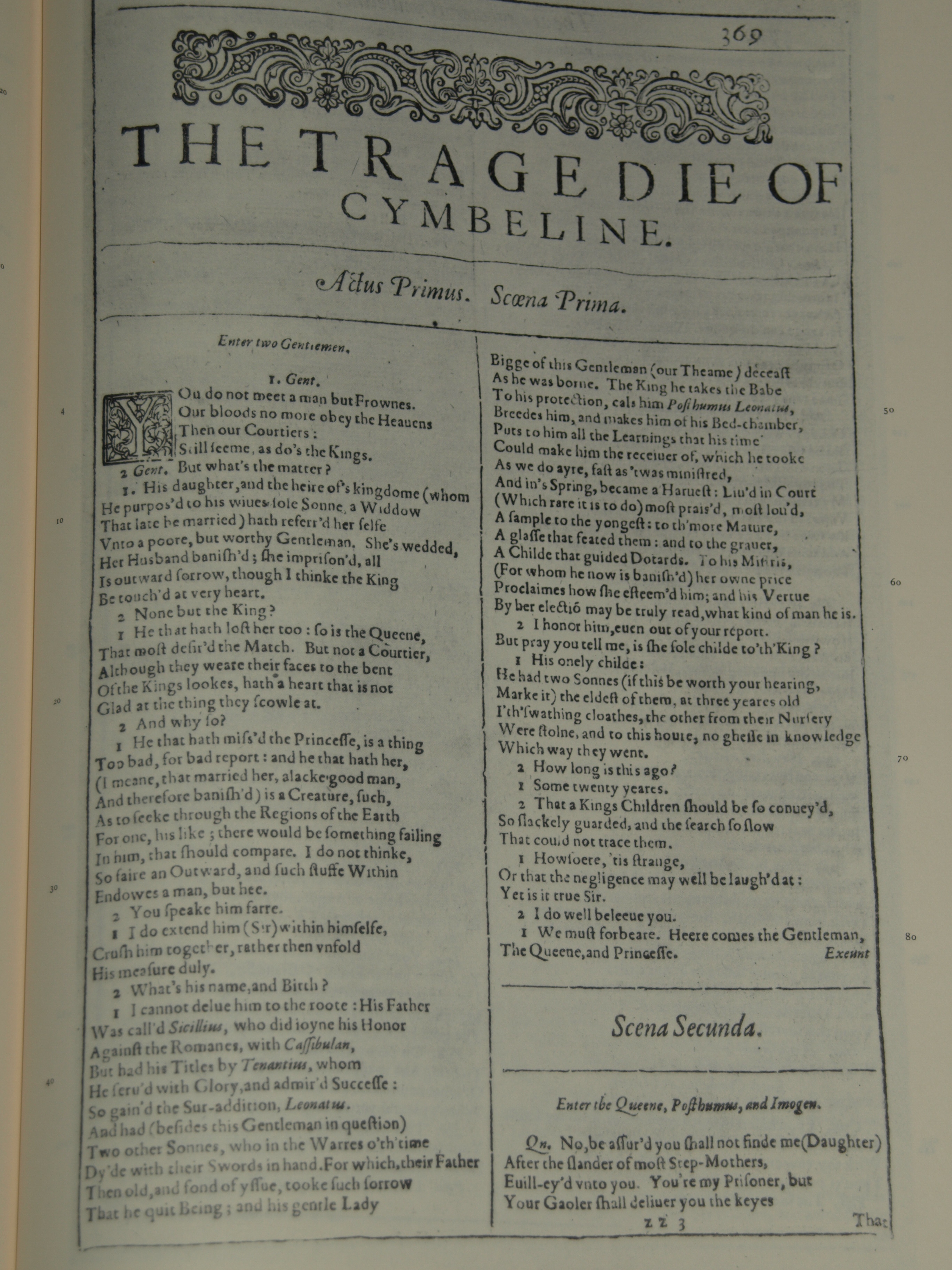
La prima pagina di Cimbelino nel First Folio del 1623

All'epoca dell'Impero romano, il re di Britannia Cimbelino ha avuto dalla sua prima moglie tre figli: due maschi, Guiderio e Arvirago, e una femmina, Imogene. I due bambini, vent'anni prima, sono stati misteriosamente rapiti e di loro non si è saputo più nulla: perciò Cimbelino, ignorando la sorte dei figli, ha nominato Imogene sua erede al trono.
In seguito, il sovrano è rimasto vedovo e si è risposato con una bella e giovane vedova, che da un precedente matrimonio aveva avuto un bambino, Cloteno, che ha circa l'età dei suoi figli. Si auspicava il matrimonio tra il ragazzo e Imogene, ma la ragazza, spaventata dai modi crudi e rozzi del fratellastro, si è invece innamorata di un suo amico d'infanzia, Postumo Leonato, un povero e onesto gentiluomo allevato a corte da Cimbelino.
I due si sono sposati, ma il matrimonio ha vita breve: il padre di lei, che non vede di buon occhio quelle nozze, costringe la figlia a divorziare: l'uomo partirà per l'esilio, e lei rimarrà reclusa nelle sue stanze finché non si deciderà a sposare Cloteno.

### La storia
La vicenda inizia con la partenza per l'esilio di Postumo, diretto a Roma: la giovane principessa, ancora innamoratissima del marito, si confida col fido servo Pisanio, non fidandosi molto dei modi melensi della matrigna. In effetti, la nuova regina, sotto la maschera di moglie e madre amorevole, è una cinica e spietata macchinatrice che non esiterebbe a uccidere Imogene e Cimbelino per salire al trono.
Con il pretesto di compiere alcune ricerche, chiede un veleno al medico Cornelio: l'uomo, intuendo il pericolo, ne ha sostituito il letale contenuto con una pozione che causa la morte apparente. La boccetta in seguito finisce nelle mani di Pisanio, a cui viene spacciata come una medicina.
Nel frattempo, a Roma, Postumo scommette con l'amico Iachimo sulla fedeltà della moglie: l'uomo perciò viene mandato in Britannia a conoscere la donna, che prova inutilmente a sedurre. Iachimo perciò si nasconde in un baule fatto entrare con una scusa nella camera di Imogene, e ne approfitta per rubare il bracciale che Postumo le ha lasciato come pegno d'amore e per studiare l'ambiente e soprattutto, la vittima. Davanti al bracciale e alla descrizione della stanza da letto e di certe caratteristiche fisiche della moglie, Postumo si convince che Imogene lo abbia tradito.

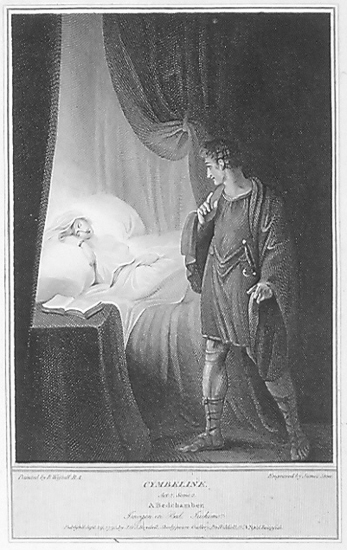
Iachimo osserva Imogene a letto, illustrazione di Richard Westall (1794)

Mentre Cimbelino è alle prese con gli ambasciatori di Roma che richiedono il tributo che la Britannia si rifiuta di pagare da molto tempo, Imogene, dopo un'aspra discussione con Cloteno, che le ha dichiarato inutilmente il suo amore, fugge dalla corte con l'aiuto di Pisanio, dirigendosi al porto di Milford Haven, dove suo marito, ora che è scoppiata la guerra, le ha chiesto di raggiungerla. Per strada, Pisanio le rivela una terribile verità: Postumo l'ha accusata di adulterio (per motivi che Imogene ancora ignora) e in una lettera ha chiesto al servo di ucciderla una volta arrivati a Milford.
Ma Pisanio non ha alcuna intenzione di uccidere la sua padrona: la fa travestire da uomo e partire da sola per Milford Haven, dove potrà imbarcarsi al servizio di Gaio Lucio, un ambasciatore amico di Cimbelino, mentre lui porterà a Postumo la finta notizia della sua morte. Prima di partire le dà la boccetta ricevuta dalla Regina. Nel frattempo, a corte, si scopre che Imogene è scappata: Cloteno, che vuole vendicarsi della ragazza, parte al suo inseguimento.
Persasi per strada, Imogene (che ora è travestita da uomo e si fa chiamare Fedele) trova ospitalità presso una famiglia di campagnoli, formata dal padre Morgan e dai figli Polidoro e Cadvalo: la ragazza si affeziona ai due giovani e li considera come dei fratelli. Quello che la principessa non può sapere è che i due ragazzi in realtà sono Guiderio e Arvirago, i suoi veri fratelli: Bellario (questo è in realtà il vero nome di Morgan) li aveva rapiti con l'aiuto della loro balia per vendicarsi di un'accusa ingiusta, ma non ha mai fatto loro alcun male, anzi li ha educati in maniera impeccabile.
Mentre Bellario e Arvirago sono a caccia, Guiderio, rimasto a badare a Imogene, che nel frattempo si è ammalata, uccide Cloteno, giunto nei pressi per cercare la ragazza. Imogene, nel frattempo, ha ingerito la medicina datagli da Pisanio, e cade in catalessi: i due fratelli celebrano un funerale molto semplice per lei e per Cloteno. La giovane si risveglia, vede il corpo decapitato del fratellastro e vedendogli addosso i vestiti di Postumo (che Cloteno indossava per una sorta di vendetta verso Imogene), crede che quel corpo sia quello del marito, e che Pisanio l'abbia ucciso. 
In quel momento, Gaio Lucio passa per caso con l'esercito, e saputa la sua storia, decide di prenderla sotto la sua ala. Imogene perciò finisce al fronte. La battaglia tra Romani e Britanni finisce con la vittoria dei secondi, spronati da Bellario, Guiderio e Arvirago: molti uomini romani vengono catturati, tra cui l'ambasciatore, Iachimo e Postumo, il quale, per il forte senso di colpa, ha deciso di aiutare l'esercito del suocero, salvando anche in battaglia lo stesso sovrano. La mattina dopo la battaglia, Cimbelino riunisce tutti, prigionieri e membri della corte.
L'incontro per il vecchio sovrano sarà davvero sorprendente: Cornelio lo informerà della morte di sua moglie e dei delitti che ella intendeva compiere; si viene a sapere della morte di Cloteno; Iachimo, spronato dalla stessa Imogene, confesserà il suo misfatto; Imogene si toglierà gli abiti da uomo, si chiarirà con Pisanio e si riunirà al marito; Postumo svela il suo contributo alla causa britannica durante la battaglia e Bellario svela a Guiderio e Arvirago la loro identità di eredi al trono. Cimbelino, felice, libera i prigionieri e perdona tutti: inizia così quello che si preannuncia un lungo periodo di pace.

## Origini

### Fonti
La trama è vagamente basata su un personaggio storico, il monarca britannico Cunobelino, dalla Historia Regum Britanniae di Goffredo di Monmouth. Shakespeare, tuttavia, adatta liberamente la tradizione e aggiunge sottotrame completamente originali. Notevole è però in questo senso l'influenza di Giovanni Boccaccio: la sottotrama della scommessa di Iachimo deriva in gran parte (con qualche modifica) dalla storia II. 9 del Decameron.

### Composizione e stampa
La prima rappresentazione, come notato da Simon Forman, ebbe luogo nell'aprile 1611. Fu pubblicato nel First Folio nel 1623, tuttavia non può essere precisamente stabilito quando venne veramente scritta.
L'edizione di Yale suggerisce la presenza massiccia di un collaboratore. La commedia condivide notevoli somiglianze linguistiche, di situazione e di trama con la tragicommedia di Fletcher e Beaumont, Philaster, or Love lies a-bleeding, (c.1609–10). Entrambe le opere teatrali parlano di una principessa che, dopo aver disobbedito a suo padre per sposare un amante umile, è ingiustamente accusata d'infedeltà e quindi rischia di essere assassinata, prima di fuggire e dimostrare la sua fedeltà. Inoltre, entrambe sono state scritte per la stessa compagnia di teatro e per lo stesso pubblico. Alcuni studiosi ritengono che questo indichi una datazione attorno al 1609, anche se non è chiaro da quale commedia sia preceduta.
Anche se una volta godette di alta considerazione, Cimbelino ha perso favore nel secolo scorso. Alcuni hanno dichiarato che Shakespeare, tessendo storie assurde in maniera frivola, semplicemente l'avesse scritta per divertire se stesso. William Hazlitt e John Keats, tuttavia, l'annoverano tra le loro commedie preferite. È a volte indicata come una problem play, perché il suo personaggio centrale si confronta con una preoccupazione morale o sociale specifica.
I redattori dell'Oxford & Norton credono che il nome Imogene sia un errore di ortografia per Innogene — traggono diversi confronti tra Cimbelino e Molto rumore per nulla, in cui una comparsa muta chiamata Innogene doveva essere la moglie di Leonato (e Postumo è noto anche come "Leonatus", la forma latina del nome italiano in altre commedie). Stanley Wells e Michael Dobson puntualizzano che le cronache di Holinshed, che Shakespeare usò come fonte, parlano di un'Innogen, e i racconti dei testimoni della performance dell'aprile 1611 segnalati da Forman si riferiscono dovunque a "Innogen". A dispetto di questi argomenti, la maggior parte delle edizioni della commedia hanno continuato ad utilizzare il nome Imogene.

## Rappresentazioni e adattamenti
- Cimbelino – dramma lirico in quattro atti del 1892 composto da Niccolò van Westerhout su libretto di Enrico Golisciani
- Cimbelino – film del 1981 diretto da Patrick Tucker
- Cymbeline – film del 2014 diretto da Michael Almereyda

## Edizioni
- William Shakespeare, Cimbelino, Collana Classici Mondadori, traduzione di Giancarlo Nanni e Giorgio Melchiori, 2002, ISBN 9788804510949.